# Maxillaria tricolor
Maxillaria tricolor är en orkidéart som beskrevs av Hipólito Ruiz López och Pav.. Maxillaria tricolor ingår i släktet Maxillaria och familjen orkidéer.
Artens utbredningsområde är Peru. Inga underarter finns listade i Catalogue of Life.